# Vaxy
Vaxy település Franciaországban, Moselle megyében. Lakosainak száma 169 fő (2022. január 1.). Vaxy Fonteny, Gerbécourt, Puttigny és Vannecourt községekkel határos.

## Népesség
A település népessége az elmúlt években az alábbi módon változott:
| Lakosok száma | 133  | 144  | 155  | 166  | 168  | 168  | 169  | 169  | 169  |
|               | 2013 | 2015 | 2016 | 2017 | 2018 | 2019 | 2020 | 2021 | 2022 |